# 오영세 (1889년)
오영세(吳檸世, 일본식 이름: 山本檸世야마모토 레이세이, 1889년 ~ ?)는 일제강점기의 경찰 출신 관료이다.

## 생애
한일 병합 조약이 체결되기 직전인 1910년 7월에 통감부 순사보로 임명되면서 경찰계에 들어섰다. 곧 한일 병합이 이루어지면서 조선총독부 순사보로 소속을 옮겼다.
1913년에 총독부 순사로 승진하였고, 1917년에는 경부가 되었다. 경상남도 진주경찰서에 근무하던 1919년에 총독부가 경찰관 제도를 개편하면서 총독부 도경부가 되었다. 이후 거창경찰서와 마산경찰서, 충청남도 대전경찰서를 거친 뒤 충청남도 경찰부 보안과에서 근무했다.
1934년에는 충청남도 청양군의 청양경찰서장에 임명되었다. 청양경찰서장으로 재직 중이던 1935년에 총독부가 시정 25주년을 기념하여 표창한 표창자 명단에 들어 있다.
경상남도 경시를 거쳐 1939년에 총독부 군수로 임명되면서 관계로 이동하였다. 일제 강점기 말기에 경남 창녕군과 김해군, 진양군 군수를 차례로 지냈다. 창녕군수이던 1939년을 기준으로 종7위 훈7등에 서위되어 있었다.
2002년 발표된 친일파 708인 명단 중 경시 부문에 선정되었고, 2008년 공개된 민족문제연구소의 친일인명사전 수록예정자 명단 중 관료와 경찰 부문에도 포함되었다.

## 참고 문헌
- 오영세(吳檸世) - 국사편찬위원회